# The Chateau Meroux
Wendy (Marla Sokoloff) es una mujer inteligente en la gran ciudad que nunca ha sido capaz de encontrar un buen trabajo o una relación decente. Sin embargo, un día recibe una llamada informándole que su padre, con quien, tras la separación con su madre, no tuvo una estrecha relación, ha fallecido de un infarto, por lo que hereda una hermosa casa con un viñedo. Ahora, con la ayuda de su mejor amiga, Wendy tendrá que enfrentarse con un enólogo local y su padre , un competidor astuto (Christopher Lloyd), quien está tratando de aplastar a su viña. ¿Puede una chica que está acostumbrado a una vida de uvas agrias aprender a descubrir nuevos placeres delicioso - y tal vez incluso el amor - en los lugares más inesperados?
- Datos: Q18736507